# Afon
Afon és un cràter de l'asteroide de la família Coronis del cinturó principal, (243) Ida, situat a prop de l'equador del asteroide. És utilitzat per determinar el meridià principal del sistema de referència topogràfic d'Ida, de manera semblant al que passa a la Terra amb Greenwich.
El cràter ha estat batejat per la Unió Astronòmica Internacional el 1994 amb referència a la cova càrstica de Novi Afon a Abkhàzia, una república autònoma de Geòrgia.